# アントラー (鞄)
アントラーは、イギリス発祥のスーツケースおよびバッグの製造・販売会社。1914年創業。2014年時点での日本の代理店はサンコー鞄株式会社であったが、2022年の同社の自主廃業に伴い、日本における代理店は消滅した。
ロンドンのキングクロスを拠点としている。

## 歴史

### 1865
J.B.ブルックスという一人の男性が乗馬中に座った木製の鞍が座り心地が悪いということに気付いた。
若い頃に革製の鞍を作っていたブルックスの父親がこの産業に彼を引き込んだ。
父親の作業場で、ブルックスはレザーを用いて座り心地のよい鞍、革ひもや一般的な革製品までをデザインし、生産していった。

### 1870
ブルックスは自転車により快適さをもたらす革新的なアイデアを考案した。
硬いサドルでの走行はとても座り心地が悪いため、ブルックスは新たなタイプのサドルを開発した。

### 1914-1930年
ブルックスの息子は旅客向けの革製のカバン生産を開始した。
彼の野生動物に対する関心が会社名とブランドシンボルに影響を与え、当初のアントラーのロゴはシカの頭だった。

### 第二次世界大戦
第二次世界大戦中、アントラーは個人用のカバンから軍人用及び戦争の為の軍装備品を作る事へとシフトしたが、
終戦後にアントラーは再び個人用のカバンの生産を再開することとなった。

### 1950年代
1950年代にアントラーは旅行をする人々用へと広がっていった。
1954年の広告キャンペーンではアントラーは会社名をJ.B Brooks & Co. Ltdとしていたが
スーツケースのブランドネームとしてアントラーを使用開始した。

### 1960年代
1962年にアントラーはミッドランドから北マンチェスターへと移動し現在も生産を続けている。
アントラーはまたMossley、LittleboroughやExeterへと拠点を展開していった。
1965年には400人の従業員を雇い、シンガポールや日本など世界中へと進出した。

### 2013年
2013年、アントラーは所在地をロンドンのキングクロスに移動。